# Gare des Neyrolles
La gare des Neyrolles est une ancienne gare ferroviaire française de la ligne de Bourg-en-Bresse à Bellegarde, située sur le territoire de la commune des Neyrolles, dans le département de l'Ain en région Auvergne-Rhône-Alpes.
Elle est mise en service en 1882 par la Compagnie des Dombes et des chemins de fer du Sud-Est avant d'être rachetée en 1884 par la Compagnie des chemins de fer de Paris à Lyon et à la Méditerranée (PLM).[réf. nécessaire] Elle est fermée en 1990 par la Société nationale des chemins de fer français (SNCF) bien que, depuis 2010 des trains circulent toujours sur la voie principale.

## Situation ferroviaire
Établie à 532 mètres d'altitude, la gare des Neyrolles  est située au point kilométrique (PK) 40,427 de la ligne de Bourg-en-Bresse à Bellegarde, entre les gares de Nantua (fermée) et des Charix - Lalleyriat. Les gares ouvertes qui l'encadrent sont celles de Brion - Montréal-la-Cluse et de Bellegarde. 

## Histoire
La gare a été ouverte le 1er avril 1882, le jour de l'ouverture du tronçon de La Cluse à Bellegarde qui fait partie de la ligne de Bourg-en-Bresse à Bellegarde, par la Compagnie des Dombes et des chemins de fer du Sud-Est. Elle devient une gare du réseau de la Compagnie des chemins de fer de Paris à Lyon et à la Méditerranée (PLM) le 1er janvier 1884, lors de la vente de la ligne par la Compagnie des Dombes. Elle est propriété de la SNCF à partir de la nationalisation en 1938.[réf. nécessaire]
Le 11 avril 1922 se produit un éboulement à hauteur de la commune des Neyrolles qui neutralise complètement la voie. Une déviation provisoire fut mise en place le 3 juin.
Le tracé a finalement été définitivement dévié et une nouvelle gare fut construite en 1932.
Le tronçon de la Cluse à Bellegarde de la ligne des Carpates a fermé en 1990 tout comme la gare. Ce tronçon, ni déferré, ni déclassé, est devenu la propriété de réseau ferré de France (RFF) en 1997, année de la création de cette entreprise. De septembre 2005 à 2010, la ligne a connu d'importants travaux de restructuration (électrification, voie, signalisation, etc.) mais il n'a pas été décidé de rouvrir la gare aux voyageurs.
Elle est fermée aux voyageurs.

## Patrimoine ferroviaire

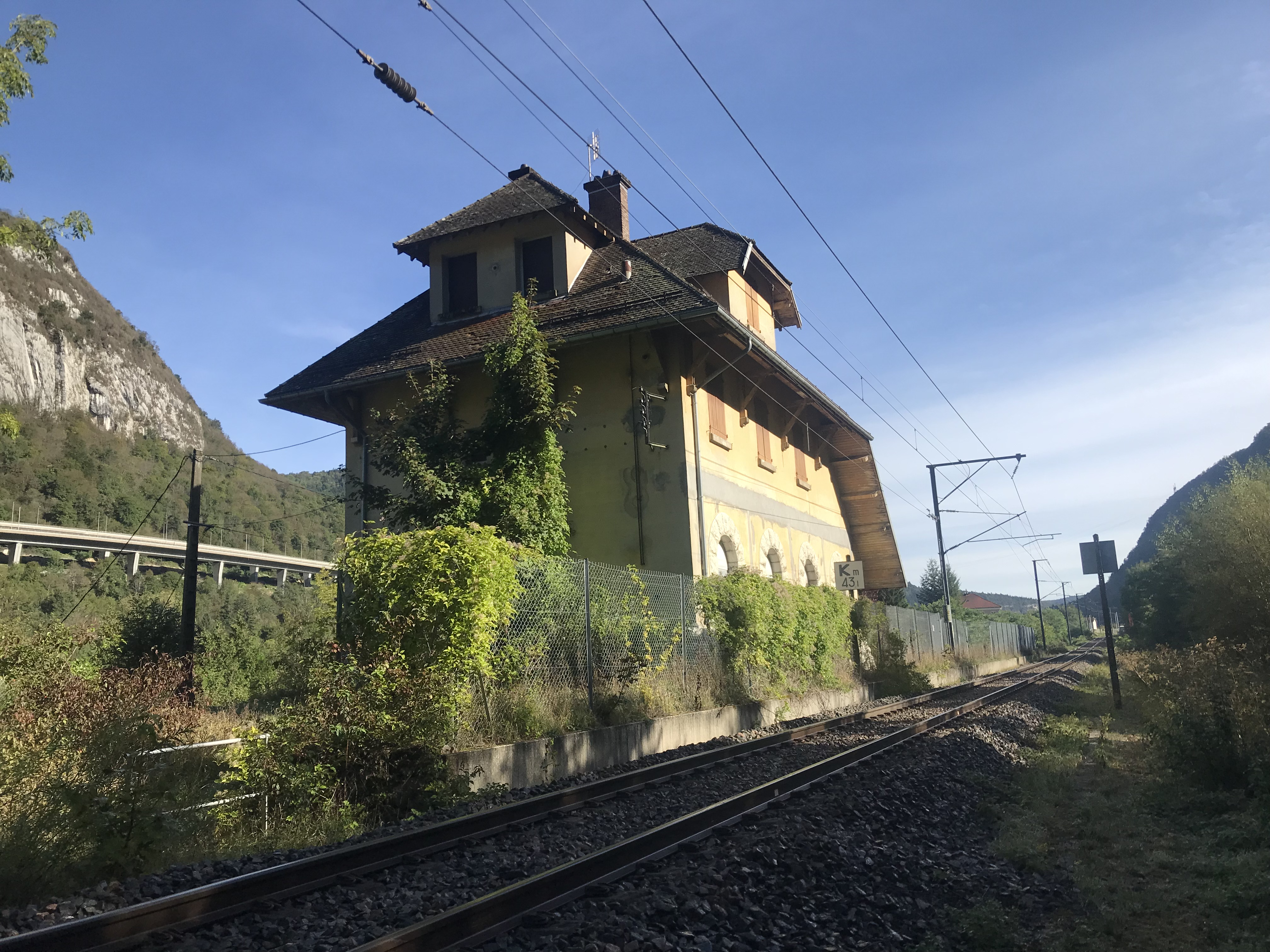
Ancien bâtiment (désormais désaffecté) de la gare des Neyrolles en 2024.

Le bâtiment voyageurs, de style chalet, construit en 1932 par la Compagnie des chemins de fer de Paris à Lyon et à la Méditerranée (PLM) est toujours présent sur le site.